# After Hours (The Weeknd-album)
Az After Hours the Weeknd kanadai énekes negyedik stúdióalbuma, mely 2020. március 20-án jelent meg az XO és a Republic Records kiadók gondozásában. A lemez produceri munkáját nagyrészt the Weeknd készítette, de részt vett a munkálatokban DaHeala, Illangelo, Max Martin, Metro Boomin és OPN is, akikkel az énekes már korábban is együtt dolgozott. Az album standard változatán nincsenek közreműködő előadók, a remixekkel bővített verzión viszont a Chromatics és Lil Uzi Vert is vendégszerepel. Az After Hours főbb témái a promiszkuitás, a mértéktelenség és az öngyűlölet.
Az album megjelenése előtt the Weeknd elmondta, hogy az After Hours stílusát tekintve kontrasztban áll az előző, 2016-os Starboy című albumával. A zenei szakértők szerint az album the Weeknd művészetében teljes megújulást jelentett, és kiemelték a new wave és a dream pop stílusok hatását a lemezen. A borítót és a promociós anyagokon látható képi világot a pszichedelikus szóval jellemezték, és olyan filmek inspirálhatták, mint a Casino (1995), a Félelem és reszketés Las Vegasban (1998) és a Csiszolatlan gyémánt (2019), míg az album címét az 1985-ös Martin Scorsese által rendezett Lidérces órák (eredeti címén After Hours) című filmből kölcsönözte.
Az After Hoursről négy kislemez jelent meg: a Heartless, a Blinding Lights, az In Your Eyes és a Save Your Tears, melyek közül három első helyezést ért el a Billboard Hot 100-on. A lemez címadó dala promóciós kislemezként került kiadásra. Az album túlnyomórészt pozitív visszajelzéseket kapott, több kritikus is the Weeknd legjobb albumának nevezte. A Billboard 200 albumeladási lista első helyén debütált, amivel the Weeknd karrierje negyedik elsőségét szerezte meg, és összesen négy hétig maradt az első pozícióban. Az Amerikai Hanglemezgyártók Szövetsége az album eladásai után duplaplatina minősítéssel látta el az After Hourst. További 20 országban került az albumeladási listák első helyére, köztük az Egyesült Királyságban és Kanadában is.
Az After Hours és soron következő ötödik nagylemezének népszerűsítésére the Weeknd turnét tervez After Hours til Dawn Stadium Tour címmel, mely érinti majd Észak- és Dél-Amerikát, Európát, Ázsiát, Afrikát és Ausztráliát is.

## Az albumon szereplő dalok listája
| 1.    | Alone Again                 | Abel Tesfaye Jason Quenneville Carlo Montagnese Adam Feeney                 | Illangelo The Weeknd DaHeala Frank Dukes               | 4:10 |
| 2.    | Too Late                    | Tesfaye Quenneville Montagnese Eric Burton Frederic                         | Illangelo Ricky Reed The Weeknd DaHeala Nate Mercereau | 3:59 |
| 3.    | Hardest to Love             | Tesfaye Max Martin Oscar Holter                                             | Martin Holter The Weeknd                               | 3:31 |
| 4.    | Scared to Live              | Tesfaye Ahmad Balshe Martin Holter Daniel Lopatin Elton John Bernard Taupin | Martin Holter The Weeknd                               | 3:11 |
| 5.    | Snowchild                   | Tesfaye Quenneville Balshe Montagnese                                       | Illangelo The Weeknd DaHeala                           | 4:07 |
| 6.    | Escape from LA              | Tesfaye Montagnese Leland Tyler Wayne Mike McTaggart                        | Metro Boomin The Weeknd Illangelo                      | 5:55 |
| 7.    | Heartless                   | Tesfaye Wayne Montagnese Andre Proctor                                      | Metro Boomin The Weeknd Illangelo Dre Moon Sablon:Ref  | 3:21 |
| 8.    | Faith                       | Tesfaye Balshe Montagnese Wayne                                             | Metro Boomin The Weeknd Illangelo                      | 4:43 |
| 9.    | Blinding Lights             | Tesfaye Balshe Quenneville Martin Holter                                    | Martin Holter The Weeknd                               | 3:21 |
| 10.   | In Your Eyes                | Tesfaye Balshe Martin Holter                                                | Martin Holter The Weeknd                               | 3:57 |
| 11.   | Save Your Tears             | Tesfaye Balshe Quenneville Martin Holter                                    | Martin Holter The Weeknd                               | 3:35 |
| 12.   | Repeat After Me (Interlude) | Tesfaye Kevin Parker Lopatin                                                | Parker OPN                                             | 3:15 |
| 13.   | After Hours                 | Tesfaye Quenneville Balshe Montagnese Mario Winans                          | Illangelo The Weeknd DaHeala Winans Sablon:Ref         | 6:01 |
| 14.   | Until I Bleed Out           | Tesfaye Wayne Lopatin Mejdi Rhars Notinbed                                  | Metro Boomin OPN Prince 85 The Weeknd Notinbed         | 3:12 |
| 56:19 |                             |                                                                             |                                                        |      |

| Deluxe változat (bónusz dalok) | Deluxe változat (bónusz dalok) | Deluxe változat (bónusz dalok)      | Deluxe változat (bónusz dalok) | Deluxe változat (bónusz dalok) | Deluxe változat (bónusz dalok) | Deluxe változat (bónusz dalok) | Deluxe változat (bónusz dalok) | Deluxe változat (bónusz dalok) | Deluxe változat (bónusz dalok) |
|                                | Cím                            | Szerző(k)                           | Producer(ek)                   | Hossz                          |                                |                                |                                |                                |                                |
| ------------------------------ | ------------------------------ | ----------------------------------- | ------------------------------ | ------------------------------ | ------------------------------ | ------------------------------ | ------------------------------ | ------------------------------ | ------------------------------ |
| 15.                            | Nothing Compares               | Tesfaye Balshe Quenneville Frederic | DaHeala Ricky Reed The Weeknd  | 3:42                           |                                |                                |                                |                                |                                |
| 16.                            | Missed You                     | Tesfaye Quenneville                 | DaHeala The Weeknd             | 2:24                           |                                |                                |                                |                                |                                |
| 17.                            | Final Lullaby                  | Tesfaye Quenneville                 | DaHeala The Weeknd             | 3:05                           |                                |                                |                                |                                |                                |
| 65:30                          |                                |                                     |                                |                                |                                |                                |                                |                                |                                |

| Japán deluxe változat (bónusz dalok) | Japán deluxe változat (bónusz dalok)         | Japán deluxe változat (bónusz dalok)                                          | Japán deluxe változat (bónusz dalok) | Japán deluxe változat (bónusz dalok) | Japán deluxe változat (bónusz dalok) | Japán deluxe változat (bónusz dalok) | Japán deluxe változat (bónusz dalok) | Japán deluxe változat (bónusz dalok) | Japán deluxe változat (bónusz dalok) |
|                                      | Cím                                          | Szerző(k)                                                                     | Producer(ek)                         | Hossz                                |                                      |                                      |                                      |                                      |                                      |
| ------------------------------------ | -------------------------------------------- | ----------------------------------------------------------------------------- | ------------------------------------ | ------------------------------------ | ------------------------------------ | ------------------------------------ | ------------------------------------ | ------------------------------------ | ------------------------------------ |
| 18.                                  | In Your Eyes (Remix) (közreműködik Doja Cat) | Tesfaye Balshe Martin Holter Amala Dlamini                                    | Martin Holter The Weeknd             | 3:57                                 |                                      |                                      |                                      |                                      |                                      |
| 19.                                  | Blinding Lights (Chromatics Remix)           | Tesfaye Quenneville Martin Holter Nathaniel Stanton Miller John David Padgett | Johnny Jewel                         | 4:21                                 |                                      |                                      |                                      |                                      |                                      |
| 73:49                                |                                              |                                                                               |                                      |                                      |                                      |                                      |                                      |                                      |                                      |

| Remixes EP | Remixes EP                                                | Remixes EP                                                                  | Remixes EP      | Remixes EP | Remixes EP | Remixes EP | Remixes EP | Remixes EP | Remixes EP |
|            | Cím                                                       | Szerző(k)                                                                   | Remix készítője | Hossz      |            |            |            |            |            |
| ---------- | --------------------------------------------------------- | --------------------------------------------------------------------------- | --------------- | ---------- | ---------- | ---------- | ---------- | ---------- | ---------- |
| 1.         | Heartless (Remix (közreműködik Lil Uzi Vert)              | Tesfaye Wayne Montagnese Proctor Symere Woods                               |                 | 3:20       |            |            |            |            |            |
| 2.         | Blinding Lights (Chromatics Remix) (featuring Chromatics) | Tesfaye Quenneville Martin Holter Miller Padgett                            | Johnny Jewel    | 4:21       |            |            |            |            |            |
| 3.         | Save Your Tears (OPN Remix)                               | Tesfaye Balshe Quenneville Martin Holter Lopatin                            | OPN             | 3:40       |            |            |            |            |            |
| 4.         | Heartless (Vaporwave Remix) (featuring Lil Uzi Vert)      | Tesfaye Wayne Montagnese Proctor Symere Woods Quenneville                   | DaHeala         | 2:45       |            |            |            |            |            |
| 5.         | After Hours (The Blaze Remix)                             | Tesfaye Quenneville Balshe Montagnese Winans Guillaume Alric Jonathan Alric | The Blaze       | 3:58       |            |            |            |            |            |
| 6.         | Scared to Live (SNL Live)                                 | Tesfaye Balshe Martin Holter Lopatin John Taupin                            |                 | 3:37       |            |            |            |            |            |
| 21:43      |                                                           |                                                                             |                 |            |            |            |            |            |            |

## Albumlistás helyezések
| Lista (2020)                                  | Legjobb helyezés |
| --------------------------------------------- | ---------------- |
| Ausztrália (ARIA Top 50 Albums)               | 1                |
| Ausztria (Ö3 Austria Top 40)                  | 1                |
| Belgium (Ultratop Flandria)                   | 1                |
| Belgium (Ultratop Vallónia)                   | 2                |
| Kanada (Billboard Canadian Albums Chart)      | 1                |
| Csehország (ČNS IFPI Albums Top 100)          | 1                |
| Dánia (Hitlisten Album Top 40)                | 1                |
| Hollandia (Dutch Charts Album Top 100)        | 1                |
| Észtország (Eesti Tipp-40)                    | 1                |
| Finnország (Musiikkituottajat Albumit Top 50) | 1                |
| Franciaország (SNEP Album Top 100)            | 2                |
| Németország (Offizielle Top 100)              | 5                |
| Magyarország (MAHASZ Top 40 albumlista)       | 11               |
| Izland (Plötutíðindi)                         | 1                |
| Írország (OCC)                                | 1                |
| Olaszország (FIMI Album Top 20)               | 1                |
| Japán Hot Albums (Billboard Japan)            | 76               |
| Japán (Oricon)                                | 41               |
| Litvánia (AGATA)                              | 1                |
| Mexikó (AMPROFON)                             | 1                |
| Új-Zéland (Recorded Music NZ Top 40 Albums)   | 1                |
| Norvégia (VG-lista Album Top 40)              | 1                |
| Lengyelország (ZPAV Album Top 50)             | 8                |
| Portugália (AFP Top 30 Albums)                | 2                |
| Egyesült Királyság (Scottish Albums)          | 2                |
| Szlovákia (ČNS IFPI)                          | 1                |
| Dél-Korea (Gaon)                              | 73               |
| Spanyolország (PROMUSICAE Top 100 Álbumes)    | 3                |
| Svédország (Sverigetopplistan Top 60 Albums)  | 1                |
| Svájc (Schweizer Hitparade Top 100 Albums)    | 1                |
| Egyesült Királyság (UK Albums Chart)          | 1                |
| USA Billboard 200                             | 1                |
| USA Top R&B/Hip-Hop Albums (Billboard)        | 1                |

| Lista (2020)                           | Helyezés |
| -------------------------------------- | -------- |
| Ausztrália (ARIA)                      | 9        |
| Ausztria (Ö3 Austria)                  | 62       |
| Belgium (Ultratop Flanders)            | 18       |
| Belgium (Ultratop Wallonia)            | 44       |
| Kanada (Billboard)                     | 4        |
| Dánia (Hitlisten)                      | 2        |
| Hollandia (Album Top 100)              | 2        |
| Franciaország (SNEP)                   | 24       |
| Németország (Offizielle Top 100)       | 61       |
| Izland (Plötutíðindi)                  | 4        |
| Írország (IRMA)                        | 34       |
| Olaszország (FIMI)                     | 20       |
| Új-Zéland (RMNZ)                       | 26       |
| Norvégia (VG-lista)                    | 2        |
| Spanyolország (PROMUSICAE)             | 54       |
| Svédország (Sverigetopplistan)         | 3        |
| Svájc (Schweizer Hitparade)            | 17       |
| Egyesült Királyság (OCC)               | 23       |
| USA Billboard 200                      | 8        |
| USA Top R&B/Hip-Hop Albums (Billboard) | 6        |

## Minősítések
| Régió | Minősítés  | Eladott példányszám |
| --- | ---------- | ------------------- |
| Ausztrália (ARIA) | arany      | 35 000‡             |
| Ausztria (IFPI Austria) | arany      | 7 500‡              |
| Kanada (Music Canada) | 3× platina | 240 000‡            |
| Dánia (IFPI Denmark) | 3× platina | 60 000‡             |
| Franciaország (SNEP) | 2× platina | 200 000‡            |
| Olaszország (FIMI) | platina    | 50 000‡             |
| Mexikó (AMPROFON) | arany      | 30 000‡             |
| Új-Zéland (RMNZ) | platina    | 15 000‡             |
| Norvégia (IFPI Norway) | 2× platina | 40 000*             |
| Lengyelország (ZPAV) | arany      | 10 000‡             |
| Portugália (AFP) | platina    | 15 000^             |
| Svédország (GLF) | 2× platina | 60 000‡             |
| Egyesült Királyság (BPI) | arany      | 100 000‡            |
| Egyesült Államok (RIAA) | 2× platina | 2 000 000‡          |
| * Eladási példányszámok kizárólag a minősítés alapján. ^ Kiszállítási példányszámok kizárólag a minősítés alapján. ‡ Eladási+streaming példányszámok kizárólag a minősítés alapján. |            |                     |

## Megjelenések
| Regió       | Dátum                | Kiadó(k)              | Formátum(ok)                    | Változat          | Forrás |
| ----------- | -------------------- | --------------------- | ------------------------------- | ----------------- | ------ |
| Világszerte | 2020. március 20.    | XO Republic           | CD digitális letöltés streaming | Standard          | [ 71 ] |
| Világszerte | 2020. március 23.    | XO Republic           | Digitális letöltés streaming    | Eredeti deluxe    | [ 72 ] |
| Világszerte | 2020. március 30.    | XO Republic           | Digitális letöltés streaming    | Frissített deluxe | [ 73 ] |
| Világszerte | 2020. április 3.     | XO Republic           | Digitális letöltés streaming    | Remix EP          | [ 74 ] |
| Japán       | 2020. május 22.      | Universal Music Japan | CD                              | Standard          | [ 75 ] |
| Világszerte | 2020. június 11.     | XO Republic           | Kazetta                         | Standard          | [ 76 ] |
| Világszerte | 2020. szeptember 25. | XO Republic           | Vinyl                           | Standard          | [ 77 ] |
| Világszerte | 2020. november 27.   | XO Republic           | Vinyl                           | Remix EP          | [ 78 ] |
| Japán       | 2020. december 4.    | Universal Music Japan | CD                              | Japán deluxe      | [ 79 ] |

## Fordítás
- Ez a szócikk részben vagy egészben  az   After Hours (The Weeknd album) című angol Wikipédia-szócikk fordításán alapul.  Az eredeti cikk szerkesztőit annak laptörténete sorolja fel. Ez a jelzés csupán a megfogalmazás eredetét és a szerzői jogokat jelzi, nem szolgál a cikkben szereplő információk forrásmegjelöléseként.